# Тојота ајго
Тојота ајго (Toyota Aygo) је мали аутомобил који производи јапанска фабрика аутомобила Тојота у сарадњи са ПСА групом. Производи се од 2005. до данас.

## Историјат

### Прва генерација (2005–2014)
Ајго је мали ауто, дугачак 3,41 m, широк 1,62 m и висок 1,47 m, који је пуштен у продају 2005. године. Пежо 107 и Ситроен Ц1 су верзије истог аутомобила за остале марке укључене у посао. Сви они се праве у новим просторијама ТПЦА (Toyota Peugeot Citroen Automobile) у граду Колину у Чешкој Републици. Одлука да се праве ови аутомобили донесена је 12. јула 2001. године, када су председници Тојоте и ПСА групе, Фуџио Чо и Жан-Мартин Фолц, одлучили да направе мали заједнички ауто како би поделили трошкове развоја. Почетна цена је 8.500 евра. Главна разлика је у унутрашњој опреми, логоима итд. Планирана производња је 300.000 аутомобила годишње - 100.000 по свакој марци. Продаја је почела јула 2005. године, а ауто је намењен за четири особе са 3 или 5 врата.
За ове аутомобиле се тврди да су веома сигурни и удобни и да им је потрошња испод просечне. Између осталих, ајго је био изложен на салону аутомобила у Женеви 2005, а скорије на београдском аутомобилском сајму 2005. За овај ауто се очекује да достигне велику популарност међу возилима из класе малих аутомобила.

#### Мотори
| Модел   | Запремина | Цилиндри/ вентили | kW/КС         | Напомена |
| Бензин  | Бензин    | Бензин            | Бензин        | Бензин   |
| ------- | --------- | ----------------- | ------------- | -------- |
| 1.1i    | 998 cm³   | 3/12              | 51 kW / 68 КС |          |
| Дизел   |           |                   |               |          |
| 1.4 HDi | 1398 cm³  | 4/8               | 40 kW / 55 КС |          |

#### Галерија
- На сајму у Београду 2005.